# Broadway (canción)
«Broadway» es una canción del grupo estadounidense de rock alternativo Goo Goo Dolls. Fue lanzada como el quinto y último sencillo de su sexto álbum de estudio Dizzy Up the Girl, en septiembre de 1998. 
Aunque no es tan popular como los sencillos anteriores del álbum, "Iris" y "Slide", la canción entró en el top 30 en los Estados Unidos, alcanzando el puesto número 24 en el Billboard Hot 100 y el número 84 en el Billboard Hot 100 de fin de año de 2000. El sencillo también alcanzó el puesto número siete en la lista Canadian RPM 100 Hit Tracks y el número seis en la lista de sencillos islandeses.

## Contexto
La canción se refiere al barrio Broadway-Fillmore de Buffalo, Nueva York, un barrio obrero de bajos recursos donde creció el compositor John Rzeznik. También describe la difícil relación de Rzeznik con su padre alcohólico, quien falleció cuando tenía 15 años, y el ciclo de destrucción que presenció en el barrio. La letra, «See the young man sittin' in the old man's bar / Waitin' for his turn to die» (Mira al joven sentado en el bar del viejo / Esperando su turno para morir), se refiere específicamente a un suceso común que presenció en el bar que él y su padre frecuentaban:

"De joven, mi padre me llevaba al bar del barrio, me sentaba en el taburete, pedía una bebida para él y un refresco con patatas fritas para mí. Me daba veinticinco centavos para la máquina de pinball y nos sentábamos a beber. Miraba a mi alrededor y veía a todos esos chavales que acababan de cumplir 18 años, sentados en las mismas sillas que sus padres. Cuando tenían edad para beber con sus padres, ocupaban su lugar en la barra, siguiendo la tradición. Decidí que no quería ser así."

## Posicionamiento en lista
| Lista (2000)                             | Mejor posición |
| ---------------------------------------- | -------------- |
| Australia (ARIA)                         | 66             |
| Canadá (RPM Top Singles)                 | 7              |
| Canadá (RPM Adult Contemporary)          | 22             |
| Canadá (RPM Rock/Alternative)            | 9              |
| Estados Unidos (Billboard Hot 100)       | 24             |
| Estados Unidos (Adult Alternative Songs) | 10             |
| Estados Unidos (Adult Top 40)            | 5              |
| Estados Unidos (Alternative Airplay)     | 38             |
| Estados Unidos (Mainstream Top 40)       | 15             |
| Iceland (Íslenski Listinn Topp 40)       | 6              |